# 19.º Regimiento Antiaéreo (o)
El 19.º Regimiento Antiaéreo (o) (Flak-Regiment. 19 (o)) fue una unidad de la Luftwaffe durante la Segunda Guerra Mundial.

## Historia
Fue formado en octubre de 1939 en Friburgo de Brisgovia como Regimiento Antiaéreo Thym z.b.V., pero desde junio de 1940 como 19.º Regimiento Antiaéreo.

## Comandantes
- Teniente coronel Heinrich Thym – (noviembre de 1939 – junio de 1940)
- Teniente coronel Kurt Löhr – (9 de junio de 1940 – 20 de junio de 1940)
- Teniente coronel Heinrich Thym – (junio de 1940 – diciembre de 1940)
- Coronel Dr. Friedrich Sigmund – (diciembre de 1940 – diciembre de 1942)
- Coronel Fritz Miesel – (diciembre de 1942 – 4 de noviembre de 1943)
- Coronel Christoph Fischer – (5 de noviembre de 1943 – 8 de mayo de 1945)

## Servicios
- 1939-1940: como Grupo Antiaéreo Selva Negra Sur.
- 1940: como Grupo Antiaéreo Augsburgo.
- 1941 – 1945: en Múnich como Grupo Antiaéreo Munich Norte.
- 1 de noviembre de 1943: bajo la 4.º Brigada Antiaérea, con 459.º Regimiento Antiaéreo Pesado (o), 457.º Regimiento Antiaéreo Pesado (o), Ausw.Zug 46 (v) y Vo.Messtrupp 87 (o).
- 1 de enero de 1944: bajo la 4.º Brigada Antiaérea, con 457.º Regimiento Antiaéreo Pesado (o), 459.º Regimiento Antiaéreo Pesado (o) y 2.-3./506.º Regimiento Antiaéreo Pesado (o).
- 1 de febrero de 1944: bajo la 4.º Brigada Antiaérea, con 457.º Regimiento Antiaéreo Pesado (o) y 459.º Regimiento Antiaéreo Pesado (o).
- 1 de marzo de 1944: bajo la 4.º Brigada Antiaérea, con 405.º Regimiento Antiaéreo Pesado (v), 457.º Regimiento Pesado Antiaéreo (o), 459.º Regimiento Pesado Antiaéreo (o), 1./227.º Regimiento Pesado Antiaéreo (E), le.Alarm-Flak-Bttr. 5./VII, 3 le.Heimat-Flak-Bttr. (9./VII, 16./VII, 17./VII), 224./VII Batería Pesada de Campo Antiaéreo, 225./VII Batería Pesada de Campo Antiaéreo y 207./VII s.Heimat-Sperrfeuer-Bttr., 208./VII s.Heimat-Sperrfeuer-Bttr.
- 1 de abril de 1944: bajo la 4.º Brigada Antiaérea, con 3., 5./384.º Regimiento Antiaéreo Pesado (o), 2.-3./571.º Regimiento Pesado Antiaéreo (o), 457.º Regimiento Pesado Antiaéreo (o), 1./227.º Regimiento Pesado Antiaéreo (E), 6., 8./768.º Regimiento Ligero Antiaéreo (o), 3./844.º Regimiento Ligero Antiaéreo (o), 2./884.º Regimiento Ligero Antiaéreo (o), 16./VII Batería de Campo Antiaéreo, 17./VII Batería de Campo Antiaéreo, 18./VII Batería de Campo Antiaéreo, 27./VII Batería de Campo Antiaéreo y 224,/VII Batería Pesada de Campo Antiaéreo, 225./VII Batería Pesada de Campo Antiaéreo.
- 1 de mayo de 1944: bajo la 26.º División Antiaérea, con 3., 5./384.º Regimiento Antiaéreo Pesado (o), 2.-3./571.º Regimiento Pesado Antiaéreo (o), 459.º Regimiento Pesado Antiaéreo (o), 457.º Regimiento Pesado Antiaéreo (o), 16./VII Batería Antiaérea Ligera, 17./VII Batería Antiaérea Ligera, 18./VII Batería Ligera Antiaéreo, 27./VII Batería Ligera Antiaéreo, 42./VII Batería Ligera Antiaéreo y 224./VII Batería Pesada Antiaéreo, 225./VII Batería Pesada de Campo Antiaéreo, 213./VII Batería Pesada Antiaéreo, 212./VII Batería Pesada Antiaéreo.
- 1 de junio de 1944: bajo la 26.º División Antiaérea, con 3., 5./384.º Regimiento Antiaéreo Pesado (o), 2.-3./571.º Regimiento Pesado Antiaéreo (o), 459.º Regimiento Pesado Antiaéreo (o), 457.º Regimiento Pesado Antiaéreo (o), 8./768.º Regimiento Ligero Antiaéreo (o), 2./884.º Regimiento Ligero Antiaéreo (o), 4./822.º Regimiento Ligero Antiaéreo (E), 16./VII Batería Ligera Antiaéreo, 17./VII Batería Ligera Antiaéreo, 18./VII Batería Ligera Antiaéreo, 27./VII Batería Ligera Antiaéreo, 42./VII Batería Ligera Antiaéreo y 224./VII Batería Pesada Antiaéreo, 225./VII Batería Pesada Antiaéreo, 213./VII Batería Pesada Antiaéreo, 212./VII Batería Pesada Antiaéreo.
- 1 de julio de 1944: bajo la 26.º División Antiaérea, con 3., 5./384.º Regimiento Antiaéreo Pesado (o), 459.º Regimiento Pesado Antiaéreo (o), 457.º Regimiento Pesado Antiaéreo (o), 16./VII Batería Ligera de Campo Antiaéreo, 17./VII Batería Ligera Antiaéreo, 18./VII Batería Ligera Antiaéreo, 27./VII Batería Ligera Antiaéreo, 42./VII Batería Ligera Antiaéreo, 224./VII Batería Pesada Antiaéreo, 209./VII Batería Pesada Antiaéreo, 225./VII Batería Pesada Antiaéreo, 212./VII Batería Pesada Antiaéreo, 213./VII Batería Pesada Antiaéreo y le.Alarm-Flak-Bttr. 3./VII (L).
- 1 de agosto de 1944: bajo la 26.º División Antiaérea, con Plana Mayor, 1.-2., 4.-6./457.º Regimiento Antiaéreo Pesado (o), Plana Mayor, 1.-5./459.º Regimiento Pesado Antiaéreo (o), 3.-6./290.º Regimiento Pesado Antiaéreo (o) y 224./VII Batería Pesada Antiaéreo, 209./VII Batería Pesada Antiaéreo, 212./VII Batería Pesada Antiaéreo, 225./VII Batería Pesada Antiaéreo.
- 1 de septiembre de 1944: bajo la 26.º División Antiaérea, con Plana Mayor, 1.-6./457.º Regimiento Antiaéreo Pesado (o), Plana Mayor, 1.-5./459.º Regimiento Pesado Antiaéreo (o), 10562.º Batería Pesada Antiaéreo z.b.V. y 209./VII Batería Pesada Antiaéreo, 212./VII Batería Pesada Antiaéreo, 224./VII Batería Pesada Antiaéreo, 225./VII Batería Pesada Antiaéreo.
- 1 de octubre de 1944: bajo la 26.º División Antiaérea, con Plana Mayor, 1.-2., 4.-6./457.º Regimiento Pesado Antiaéreo (o); 459.º Regimiento Pesado Antiaéreo (o); 10562.º Batería Pesada Antiaéreo z.b.V.; 209./VII Batería Pesada Antiaéreo, 212./VII Batería Pesada Antiaéreo, 224./VII Batería Pesada Antiaéreo, 225./VII Batería Pesada Antiaéreo.
- 1 de noviembre de 1944: bajo la 26.º División Antiaérea, con Plana Mayor, 1.-2., 4.-6./457.º Regimiento Pesado Antiaéreo (o); 459.º Regimiento Pesado Antiaéreo (o); 10562.º Batería Pesada Antiaéreo z.b.V.; 209./VII Batería Pesada Antiaéreo, 212./VII Batería Pesada Antiaéreo, 224./VII Batería Pesada Antiaéreo, 225./VII Batería Pesada Antiaéreo.
- 1 de diciembre de 1944: bajo la 26.º División Antiaérea, con el Plana Mayor, 1., 3., 5.-7./384.º Regimiento Pesado Antiaéreo (o); Plana Mayor, 1.-2., 4.-6./457.º Regimiento Pesado Antiaéreo (o); Plana Mayor, 1.-2., 5./459.º Regimiento Pesado Antiaéreo (o); 209./VII Batería Pesada Antiaéreo, 212./VII Batería Pesada Antiaéreo, 224./VII Batería Pesada Antiaéreo, 225./VII Batería Pesada Antiaéreo.